# Henryk Paprocki
Henryk Józef Paprocki (ur. 10 grudnia 1946 w Kole) – polski teolog i duchowny prawosławny, filozof, badacz filozofii rosyjskiej i tłumacz, były pracownik katedry Teologii Prawosławnej Uniwersytetu w Białymstoku.

## Życiorys
Ojciec Edward Paprocki (zm. 30 kwietnia 1964), matka Elżbieta Klara Wasielewska (zm. 11 października 1990). W 1964 roku ukończył Liceum Ogólnokształcące im. Kazimierza Wielkiego w Kole.
Ukończył studia teologiczne na KUL, zaś w 1978 również doktoranckie w Instytucie św. Sergiusza w Paryżu. Święcenia diakońskie otrzymał w 1981 z rąk metropolity warszawskiego i całej Polski Bazylego; na kapłana został wyświęcony 14 czerwca 1981 przez tego samego hierarchę.
Jest członkiem Międzynarodowego Stowarzyszenia Studiów Patrystycznych, redaktorem pisma „Elpis” oraz członkiem Międzynarodowej Komisji ds. dziedzictwa św. Grzegorza Peradze. Pełnił funkcję rzecznika prasowego Polskiego Autokefalicznego Kościoła Prawosławnego. Wykładał na Akademii Teatralnej im. A. Zelwerowicza w Warszawie, w Prawosławnym Seminarium Duchownym w Warszawie oraz na Uniwersytecie w Białymstoku. Pracę duszpasterską prowadzi w Kaplicy św. Męczennika Archimandryty Grzegorza w Warszawie.
W 2017 został członkiem Polsko-Rosyjskiej Grupy do Spraw Trudnych oraz Polsko-Gruzińskiej Komisji Historyków.

## Ordery, odznaczenia, wyróżnienia
W 2002 otrzymał Srebrny Krzyż Zasługi. W 2013 r. za wybitne zasługi w pracy naukowo-publicystycznej i działalności dydaktycznej, za upowszechnianie wiedzy o liturgiach wschodnich został przez prezydenta Bronisława Komorowskiego odznaczony Krzyżem Oficerskim Orderu Odrodzenia Polski, którym udekorowano go 3 maja 2013 podczas uroczystości na Zamku Królewskim z okazji Święta Narodowego 3 Maja.
W 2009 otrzymał doktorat honoris causa uniwersytetu św. Grzegorza Peradze w Tbilisi. W tym samym roku został nagrodzony mitrą i orderem św. Marii Magdaleny II stopnia, po czym w 2016 roku otrzymał order św. Marii Magdaleny II stopnia z ozdobami. W 2010 - Nagrodę im. św. Grzegorza Peradze, zaś w 2011 - Medal Honoru Republiki Gruzji; W 2014 - medal zasługi Uniwersytetu im. Iwane Dżawachiszwili w Tbilisi. W 2016 r. został laureatem nagrody im ks. Romana Indrzejczyka za działalność na rzecz rozwoju dialogu chrześcijańsko-żydowskiego; a w 2017 r. otrzymał medal honorowy Powstanie w Getcie Warszawskim.

## Publikacje
- Wieczerza mistyczna. Anafory eucharystyczne chrześcijańskiego Wschodu (1988);
- Teksty o Matce Bożej. Prawosławie (I-II, 1991);
- La Promesse du Père. L’Expérience du Saint Esprit dans l'Église orthodoxe (1990);
- Le Mystère de l’Eucharistie. Genèse et interprétation de la Liturgie eucharistique byzantine (1993);
- Modlimy się z Kościołem wschodnim. Modlitwy liturgii godzin (1995);
- Teksty o Matce Bożej. Kościoły przedchalcedońskie (1995);
- Lew i mysz, czyli tajemnica człowieka. Esej o bohaterach Dostojewskiego (1997);
- Obietnica Ojca. Doświadczenie Ducha Świętego w Kościele prawosławnym (2001);
- Liturgie Kościoła Prawosławnego (2003);
- Focjusz (2003);
- Prawosławie w Polsce (2008),
- Misterium Eucharystii (2010)
- Psałterz z modlitwami za żywych i zmarłych (2017, wyd 2. – 2020)
- Czas. Eseje o wieczności (2018)
- Bezkres bezprzestrzenny (2021)

Ponadto jest autorem ponad 1000 artykułów, recenzji, haseł encyklopedycznych i tłumaczeń, m.in. dzieł S. Bułgakowa, N. Bierdiajewa, P. Fłorienskiego, N. Łosskiego, W. Rozanowa, M. Quenota, O. Clémenta, A. Kniaziewa, B. Uspienskiego, patriarchy Moskwy i całej Rusi Cyryla, a także esejów o twórczości J. Nowosielskiego, M. Łukasika i A. Tarkowskiego. Tłumaczył prawosławne teksty liturgiczne na język polski. Przygotował materiały do kanonizacji św. Grzegorza Peradze, a od 2010 redaguje i publikuje jego Dzieła zebrane. Wydał Dzieła zebrane ks. Jerzego Klingera (Tyniec 2023, I-IV). Zredagował Kodeks Supraski czyli cyrylicka księga supraska w przekładzie na język polski, Białystok 2023. Przetłumaczył wszystkie teksty liturgii bizantyjskiej, które są dostępne na stronie internetowej: liturgia.cerkiew.pl.
Jest mężem Marii Magdaleny Klinger, córki ks. Jerzego Klingera, oraz ojcem dwóch córek: Agnieszki i Olgi.